# 前澤範
前澤 範（まえざわ のり、1942年12月22日  - ）は、日本の造形家、映画美術監督。レインボー造型企画代表取締役（1981年 - 2023年）→代表取締役会長（2024年 - ）。

## 来歴
1942年、長野県に生まれる。
武蔵野美術大学在学中からフリーの造形家として舞台美術に携わる。大学卒業後、友人の高橋章からの誘いで映画『大怪獣ガメラ』に参加し、映画美術に携わるようになる。
フリーであるため、大映・東宝・松竹・日活・東映と様々な会社の特撮作品に参加した。このころに造型美術の三上陸男、彫刻家の池田宗弘、特撮の鈴木昶らと知り合う。
1971年に特撮テレビ番組『仮面ライダー』の美術を担当していたエキスプロダクションの三上陸男から参加を要請されるが、他社との契約が残っていたためにこれを断り、高橋章を推薦した。その後、映画『ガメラ対深海怪獣ジグラ』の手伝いを経てエキスプロへ専属契約を結んだ。特撮テレビ番組『好き! すき!! 魔女先生』から東映生田スタジオ作品に携わる。
『超人バロム・1』（1972年）の時に体調を崩し、造形部に異動する。造形部では工場長（造形チーフ）を務め、仮面ライダーシリーズのマスク原型を担当したほか、スタッフ8人を均等に休みがとれるよう交代制にするなど体制の立て直しを図った。
1981年3月にエキスプロを退社し、同年5月に造型会社レインボー造型企画を設立した。同社の初仕事として『大戦隊ゴーグルファイブ』『宇宙刑事ギャバン』『ロボット8ちゃん』の造型を手掛け、以後も東映ヒーロー作品の多くに携わる。
2023年をもってレインボー造型企画の社長を息子の前澤將（）に譲り、2024年以降は会長に就任した。

## エピソード
- 特撮テレビ番組『仮面ライダーX』第13話に登場する怪人・ユリシーズのマスクには前澤が学生時代に制作した自身のライフマスクが用いられている[1][4]。これは美術を担当していた高橋章が悪戯心で無断使用したものであるという[4]。
- 東映プロデューサーの吉川進は、新手法の研究に熱心で自身の要望を実現してくれる前澤を高く評価しており、前澤がエキスプロを独立した後もレインボー造型企画に造形を任せている[9]。同社の初仕事の1つである『宇宙刑事ギャバン』では、前澤が提案した真空蒸着によるメッキスーツに対して社内やスポンサー会議で反対意見も多かったが、吉川は前澤の努力を評価してこの手法を採用し[4]、以後のシリーズでも継承された[5]。
- 口のあるマスク造形にはこだわりがあり、『特捜ロボ ジャンパーソン』では完成して撮影会も終えたマスクを修正していたという[2]。